# 21617 Джонхаген
21617 Джонхаген (21617 Johnhagen) — астероїд головного поясу, відкритий 13 травня 1999 року.
Тіссеранів параметр щодо Юпітера — 3,548.